# Shahd Samy Elhosseiny
Shahd Samy Elhosseiny (en arabe : شهد سامي الحسيني) est une taekwondoïste égyptienne.

## Carrière
Médaillée de bronze dans la catégorie des moins de 33 kg aux Mondiaux cadets 2017 à Charm el-Cheikh, Shahd Samy Elhosseiny obtient la médaille d'or aux Championnats d'Afrique de taekwondo 2021 à Dakar, s'imposant en finale de la catégorie des moins de 46 kg face à la Marocaine Soukaina Sahib.
Elle est ensuite médaillée d'argent dans la catégorie des moins de 49 kg aux championnats d'Afrique 2022 à Kigali puis médaillée de bronze dans la catégorie des moins de 53 kg aux championnats du monde 2023 à Bakou.